# Bodil Rasmussen
Bodil Rasmussen, född den 12 december 1957 i Fredericia i Danmark, är en dansk roddare.
Hon tog OS-brons i scullerfyra i samband med de olympiska roddtävlingarna 1984 i Los Angeles.